# Les Piques (les Valls d'Aguilar)
Les Piques és una muntanya de 1.969 metres que es troba al municipi de les Valls d'Aguilar, a la comarca de l'Alt Urgell.
Al cim podem trobar-hi un vèrtex geodèsic (referència 265081001).
Aquest cim està inclòs al llistat dels 100 cims de la FEEC.  